# Brethren in Christ
Die Brethren in Christ oder Brüder in Christo sind eine protestantische Kirche in Nordamerika. Sie sind eine täuferische Kirche mit pietistischen und erwecklichen Einflüssen und international in der Mennonitischen Weltkonferenz vertreten. Die Brethren in Christ sind auch als River Brethren oder River Mennonites bekannt, was jedoch eine Fremdbezeichnung darstellt. Die Brethren in Christ sollten jedoch nicht mit der Church of the Brethren, Old German Baptist Brethren, Dunkard Brethren und der neuen religiösen Gruppierung der Christadelphians (griechisch für Brüder in Christo) verwechselt werden, letztere hat andere historische Wurzeln.

## Geschichte
Um 1750 entstanden erste mennonitischen Siedlungen am Susquehanna River in der Nähe von Marietta in Pennsylvania. Hier trafen die meist aus Deutschland und der Schweiz stammenden und dort verfolgten Mennoniten um 1775 auf die Ideen der ebenfalls aus Deutschland kommenden Schwarzenau Brethren, die 1708 von Alexander Mack gegründet worden waren. Sie wurden auch Tunker oder englisch Dunkards genannt, was auf das Verb tunken zurückgeführt werden kann und eintauchen bedeutet. Mit ihnen kamen mehr pietistische Ansätze in die Gemeinden, weshalb sich die River Mennonites zunehmend von den übrigen mennonitischen Gemeinden entfernten. Als Taufform wurde schließlich allein die Gläubigentaufe durch Untertauchen (englisch: immersion) zugelassen. Ein erstes Glaubensbekenntnis der neuen Kirche wurde 1780 verfasst. Während des Amerikanischen Bürgerkrieges etablierte sich 1863 der Name Brethren in Christ, weil sich die Kirche besser organisieren musste gegenüber dem Staat, seiner Armee und den benötigten Soldaten. Mit dem Namen wurde an die ersten Täufergemeinden in der Schweiz angeknüpft, die sich selbst ebenfalls Brüder in Christo nannten. 1879 wurde die die nordamerikanische Kirchenvereinigung in der Generalkonferenz als Zusammenschluss lokaler Gemeinden gegründet. In der Folge entstanden fünf Regionalkonferenzen in den USA und eine in Kanada. 1894 wurde in Chicago ein erstes Missionshaus eingerichtet, von wo aus vier Jahre später eine Missionsarbeit in Zimbabwe begonnen wurde.
Als einer der Gründer der jungen Kirche und erster Prediger gilt der aus der Schweiz stammende mennonitische Pfarrer Jacob Engel (1753–1854). Der Glaube wurde von den Brethren auf möglichst einfache und praktische Art und Weise ausgeübt. Gemeinschaft (brotherhood) wurde gepflegt, und Versammlungen wurden vorerst nur in Privathäusern abgehalten. Später wurden einfache Versammlungshäuser (meetinghouses) gebaut mit im Innern dreiseitig angeordneten Bänken um eine Kanzel, wo das Wort Gottes vorgelesen und gehört wurde. Weltliche Aktivitäten wie Einmischung in Politik und Vergnügen wie Alkohol, Tabak, Kartenspiel, aufwändige Kleider und Schmuck wurden abgelehnt.
Interne Auseinandersetzungen führten im 19. Jahrhundert zu Abspaltungen kleinerer Gruppen, so 1843 der Old Order, auch Yorker Brethren genannt, und 1855 die United Zion Church. 1880 bis 1890 zogen zudem ein Teil der Mitglieder als Siedler weiter westwärts in die jungen Bundesstaaten Ohio, Indiana, Michigan, Iowa, Kansas, Oklahoma und Kalifornien. In diesen Jahren hatte die Kirche insgesamt knapp 600 getaufte Mitglieder.
An der Schwelle des 20. Jahrhunderts fanden auch Ansätze von John Wesley Eingang in die Theologie der Brethren in Christ. Sakramente sind heute die Taufe (als Gläubigentaufe) und das Abendmahl (als Gedächtnismahl), zudem wird die Fusswaschung praktiziert. Wie andere mennonitische Kirchen treten auch die Brethren in Christ nach dem Beispiel der Bergpredigt für Gewaltfreiheit ein. Auf internationaler Ebene engagiert die Kirche sich neben der Mennonitischen Weltkonferenz im Brethren in Christ World Hunger Fund und im Mennonite Central Committee.
Weltweit bekennen sich heute etwa 80.000 Menschen zur Kirche der Brüder in Christo. Davon leben etwa 20.000 Mitglieder in den USA, einige in Kanada und in 23 weiteren Ländern. Neben den Brethren in Christ gibt es heute noch weitere Kirchen oder Gemeindeverbände, die sich auf die River Mennonites berufen. Im 21. Jahrhundert sind ungefähr 45 Missionare in Afrika, Asien, Europa, Nord- und Südamerika tätig.

## Glaubensbekenntnis, Werte und Vision
Für die Brethren in Christ ist Jesus Christus die Grundlage ihres Glaubens und ihrer Werte. Als unterschiedliche Persönlichkeiten in den Gemeinden wollen sie sich gemeinsam an der Bibel messen. Kernbotschaft der Bibel ist und bleibt die Person, die Lehre und das Werk von Jesus Christus, worauf sie sich ausrichten wollen, um das Reich Gottes in ihren Gemeinschaften und in der Welt auszubreiten.
Ihre Glaubensartikel (englisch: Articles of Faith and Doctrine) begründen die Brethren in Christ mit Aussagen der Bibel, die nach ihrem Verständnis durch den Heiligen Geist inspiriert ist und erhellt wird. Jesus Christus ist die zentrale göttliche Offenbarung, daher erklärt auch das Neue Testament das Alte Testament. Die Heilige Schrift lege Wert auf Heiligkeit, Frömmigkeit, Gehorsam und gemeinschaftlichen Konsens. In den Glaubensartikel werden Offenbarung und Schrift, Gott und Schöpfung, Menschheit und Sünde, Jesus Christus und Erlösung, der Heilige Geist und die Kirche und die ewige Hoffnung und das Gericht behandelt.
Ihre Grundwerte (englisch: Core Values) sind bereits in ihrer Geschichte und in ihren Glaubenslehren (doctrine) angelegt, die sie zum Handeln bewegt haben. Die Errettung (salvation) in Jesus Christus und die verändernde Kraft des Heiligen Geistes seien freie Gaben von Gott, der Liebe und Gnade sei und von dem alle Menschen abhängig seien. Die Bibel sei das maßgebende Wort Gottes, das gemeinsam zu studieren und nach dem zu handeln sei. Anbetung solle Gott ehren, geistgeleitet und lebensverändernd sein. Der Gehorsam gegenüber Christus befähige seine Nachfolger, in der Gegenwart des Heiligen Geist, in Glaubensgemeinschaft, in integren Beziehungen und geordneten Verhältnissen zu leben. Das menschliche Leben sei durchwegs wertzuschätzen, Akzeptanz, Verständnis, Vergebung, Versöhnung und gewaltfreie Lösungen sollen zusammen gesucht und angestrebt werden. Das alltägliche Leben sei von lebendigem Gebet, fröhlichem Dienen und großzügigem Geben bestimmt und durchdrungen.
Ihre Vision ist, dass allen Menschen das Evangelium verkündet wird und sie Zugang zu einer Kirche erhalten können. Jede Kirche wiederum soll den Missionsauftrag wahrnehmen, damit Jesus Christus von allen Ethnien angebetet werden wird. Für diesen Dienst werden Menschen der Kirche ausgebildet und gesendet, damit sie die Liebe Gottes anderen Menschen zeigen und weitergeben können.